# 繫帶
繫帶（frenulum，frenum）是解剖学上一种限制性的结构或部分，通常为皮肤或黏膜的膜皱襞或黏膜褶，可控制、支持、约束或限制一器官或某部的移动或运动。

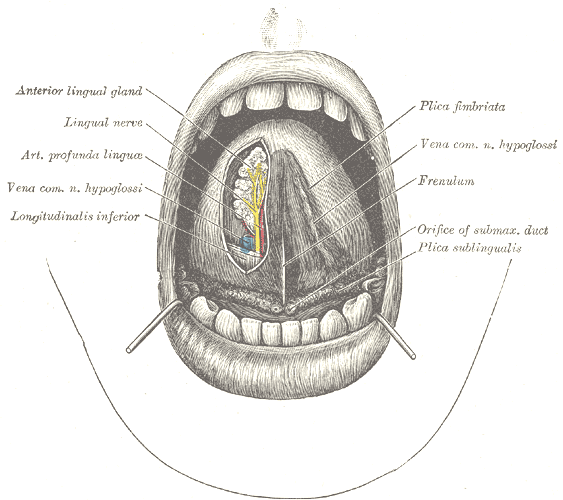
图示舌系带位置

人体常见的系带包括几种口腔内，一些消化道内，以及与一些外生殖器相连的系带；另有系带在脑中。
- 脑：上髓帆繫帶。
- 消化道：回盲瓣系带。
- 口部：舌系带、上唇系带、下唇系带。
- 阴茎：包皮系带。
- 女阴：阴蒂系带。